# 7 Seconds
7 Seconds ist eine US-amerikanische Hardcore-Band aus Reno, die zu den ersten US-Bands des Genres gehört.

## Geschichte
7 Seconds wurde 1979 von den Brüderpaaren Kevin und Steve Marvelli (Gitarre bzw. Bass) und Jim und Tom Borghino (Gesang bzw. Schlagzeug) gegründet. Die Borghino-Brüder verließen die Band bereits 1981 wieder, um das kurzlebige und erfolglose Projekt Section 8 zu gründen. Die Marvelli-Brüder sind seitdem die Konstante der 7-Seconds-Besetzung.
Die Band brachte Anfang der 1980er-Jahre das positive Denken und den Straight-Edge-Gedanken in die US-Hardcoreszene. Zu Beginn orientierte sich die Band noch am britischen Punkrock, wechselte jedoch bereits für die ersten Tonträger-Aufnahmen zu wesentlich schnellerem Hardcore. Mit dem 1986 erschienenen Album New Wind wurde eine Phase langsamerer, melodischerer Rockmusik eingeleitet, die kommerziell erfolgreich war und 7 Seconds 1995 einen Plattenvertrag mit dem Sony-Sublabel Epic Records einbrachte. Ausgerechnet mit dem 1995 erschienenen Sony-Album The Music, The Message wandte sich die Band wieder ihren Hardcore-Wurzeln zu, woraufhin Sony den Vertrag prompt auflöste.
Die Musiker gaben im März 2018 das Ende der Band bekannt.
2021 reformierte sich die Band für eine US-Tournee mit den Circle Jerks und Negative Approach.

## Rezeption
7 Seconds gelten als „lebende Legenden“ der Hardcore-Szene. 1999 erschien auf dem niederländischen Label Reflections Records ein Tributealbum, auf dem Bands wie Better Than a Thousand, Good Clean Fun oder H2O Lieder von 7 Seconds coverten.

## Diskografie

### Alben
- 1984: The Crew (Better Youth Organization)
- 1985: Walk Together, Rock Together (Better Youth Organization)
- 1986: New Wind (Better Youth Organization)
- 1987: Live: One Plus One (Giant Records)
- 1988: Ourselves (Restless Records)
- 1989: Soulforce Revolution (Restless Records)
- 1991: Old School (Headhunter Records)
- 1993: Out the Shizzy (Headhunter Records)
- 1995: alt.music.hardcore (Headhunter Records)
- 1995: The Music, The Message (Epic Records)
- 1999: Good to Go (Destiny Records)
- 2000: Scream Real Loud (SideOneDummy Records)
- 2005: Take It Back, Take It On, Take It Over! (SideOneDummy Records)
- 2014: Leave a Light On (Rise Records)

### EPs
- 1982: Skins, Brains and Guts
- 1983: Committed for Life
- 1985: Blasts from the Past
- 1986: Praise
- 1993: Happy Rain/Naked
- 2004: Split mit Kill Your Idols